# Aculeum
Das Aculeum ist ein Bürogebäude in Frankfurt am Main. Das Gebäude steht im Stadtteil Niederrad in der Hahnstraße und gehört AGC Equity Partners aus Kuwait. Hauptmieter des Aculeums ist T-Systems.
Der Gebäudekomplex besteht aus einem sechsstöckigen langgestreckten Hauptgebäude, gegliedert in vier Bauteile, und einem zehnstöckigen Hochhaus. Das Hauptgebäude ist mit einer Natursteinfassade aus Granit verkleidet, das Hochhaus mit einer Fassade aus wärmedämmendem Glas. In den Untergeschossen befinden sich Lagerräume sowie die Tiefgarage mit vier Parkebenen und 851 Stellplätzen. Der Komplex nach Entwurf von Bilfinger Berger mit 44.082 m² Mietfläche wurde 1994 nach zweieinhalb Jahren Bauzeit fertiggestellt.
Der Name Aculeum leitet sich vom lateinischen aculeus ab und bedeutet Pfeilspitze/Stachel.